# Creatio Fantastica
Creatio Fantastica (CF) – polskie czasopismo naukowo-literackie, wydawane w latach 2005–2020 w Krakowie,  poświęcone fantastyce.

## Historia
Pismo zostało założone przez Emila Strzeszewskiego jako e-zin w 2005 roku. Początkowo wydawane było co dwa miesiące.
W 2013 roku CF zostało objęte patronatem Pracowni Literatury i Kultury Popularnej oraz Nowych Mediów przy Instytucie Filologii Polskiej Uniwersytetu Wrocławskiego. W latach 2013–2015 funkcjonowało jako kwartalnik popularnonaukowy, w którym pojawiały się recenzje książek, filmów, komiksów, gier i seriali z nurtu fantasy, fantastyki naukowej i horroru, a także felietony, artykuły naukowe, wywiady z pisarzami, twórcami i znawcami kultury popularnej oraz relacje z konwentów.
W 2015 roku funkcję wydawcy CF przejął Ośrodek Badawczy Facta Ficta w Krakowie, przekształcając tytuł w pierwsze polskie pismo naukowe o fantastyce. Creatio Fantastica wydawane było co pół roku w otwartym dostępie. Od tego też czasu pismo było indeksowane w międzynarodowych bazach danych, w tym w Central Eastern European Online Library oraz Central Journal for Social Sciences and Humanities. Artykuły publikowane w CF były recenzowane trybie double blind review, a w redakcji i radzie naukowej pisma zasiadali pracownicy naukowi polskich wyższych uczelni.
W 2019 roku, w związku z problemami finansowymi sponsora, wydawanie pisma zostało zawieszone na czas nieokreślony.
CF prowadzi również działalność patronacką i popularyzatorską literatury oraz kultury popularnej.

## Redaktorzy naczelni
- Emil Strzeszewski – 2005–2008
- Sławomir Spasiewicz – maj 2008 – sierpień 2012
- Ksenia Olkusz – sierpień 2012 – sierpień 2014
- Krzysztof M. Maj – sierpień 2014 – nadal

## Zespół redakcyjny

### Redaktor Naczelny
- dr Krzysztof M. Maj (Akademia Górniczo-Hutnicza im. Stanisława Staszica w Krakowie)

### Zastępca Redaktora Naczelnego
- dr Barbara Szymczak-Maciejczyk (Uniwersytet Pedagogiczny im. Komisji Edukacji Narodowej w Krakowie)

### Sekretarz Redakcji
- Joanna Brońka

### Kolegium redakcyjne
- dr Jakub Alejski (Uniwersytet im. Adama Mickiewicza w Poznaniu)
- dr Sylwia Borowska-Szerszun (Uniwersytet w Białymstoku)
- dr Anita Całek (Uniwersytet Jagielloński)
- Marcin Chudoba (Uniwersytet Pedagogiczny im. Komisji Edukacji Narodowej w Krakowie)
- Magdalena Łachacz (Uniwersytet Śląski)
- dr Krzysztof M. Maj (Akademia Górniczo-Hutnicza im. Stanisława Staszica w Krakowie)
- dr Ksenia Olkusz (Ośrodek Badawczy Facta Ficta)
- Alicja Podkalicka
- dr Barbara Szymczak-Maciejczyk (Uniwersytet Pedagogiczny im. Komisji Edukacji Narodowej w Krakowie)
- dr Mateusz Tokarski
- Magdalena Wąsowicz (Uniwersytet Jagielloński)
- Piotr Zawada
- Konrad Zielonka (Uniwersytet Śląski)